# Bara wa Utsukushiku Chiru/Ano Hito no Aishita Hito Nara
«Bara wa Utsukushiku Chiru/Ano Hito no Aisha Hito Nara» (薔薇は美しく散る/あの人の愛した人なら?), es un maxisencillo de la banda japonesa LAREINE, lanzado el 9 de febrero de 2000.
Alcanzó el número # 40 en el ranking del Oricon Singles Weekly Chart.

## Lista de canciones
| N.º | Título                                                                   | Duración |  |
| 1.  | «Bara wa Utsukushiku Chiru (featuring Ritsuko Ikeda)» (薔薇は美しく散る) | 3:27     |  |
| 2.  | «Ano Hito no Aishita Hito Nara» (あの人の愛した人なら)                   | 5:08     |  |